# Ein ganzer Kerl (Fernsehserie)
Ein ganzer Kerl (Originaltitel: A Man in Full) ist eine Miniserie von Showrunner David E. Kelley. Die sechsteilige Dramaserie basiert auf dem im Jahr 1998 erschienenen gleichnamigen Roman von Tom Wolfe. Die für Netflix produzierte Literaturverfilmung bestehend aus sechs Episoden wurde im Mai 2024 veröffentlicht.

## Handlung
Geschäftliche und politische Interessen kollidieren, als der in Atlanta residierende Immobilienmogul Charlie Croker sein Firmenimperium gegen diejenigen verteidigen muss, die aus seiner drohenden Insolvenz Kapital schlagen wollen.

## Besetzung und Synchronisation
Die deutschsprachige Synchronisation entstand bei VSI Synchron in Berlin nach Dialogbüchern und unter der Dialogregie von Bianca Krahl.
| Rollenname        | Schauspieler           | Synchronsprecher |
| ----------------- | ---------------------- | ---------------- |
| Charlie Croker    | Jeff Daniels           | Wolfgang Condrus |
| Martha Croker     | Diane Lane             | Arianne Borbach  |
| Raymond Peepgrass | Tom Pelphrey           | Jan Makino       |
| Roger White       | Aml Ameen              | Julien Haggège   |
| Jill Hensley      | Chanté Adams           | Maria Hönig      |
| Conrad Hensley    | Jon Michael Hill       | Roman Wolko      |
| Serena Croker     | Sarah Jones            | Maria Koschny    |
| Wes Jordan        | William Jackson Harper | Tobias Nath      |
| Joyce Newman      | Lucy Liu               | Melanie Hinze    |
| Harry Zale        | Bill Camp              | Tilo Schmitz     |
| Wally Croker      | Evan Roe               | Finn Posthumus   |

## Produktion
Im November 2021 gab Netflix bekannt, die Produktion in Auftrag gegeben zu haben. Die Dreharbeiten, die in Atlanta stattfanden, begannen im August 2022 und endeten im Dezember desselben Jahres. Regina King und Thomas Schlamme führen bei jeweils drei der insgesamt sechs Episoden Regie. King und Schlamme sind zudem Executive Producer der Serie.

## Kritik
In den englischsprachigen Medien fand die Serie ein durchwachsenes Echo. Entsprechend weist Rotten Tomatoes basierend auf der Auswertung von 40 Kritiken eine Positivquote von lediglich 50 Prozent aus.
Christian Klosz von Film plus Kritik bewertete Ein ganzer Kerl mit 8 von 10 Sternen. Er lobte in seiner Kritik insbesondere David E. Kelleys Adaption, den Soundtrack und die Darsteller, insbesondere Jeff Daniels, bemängelte aber einige zu lang geratende Nebenhandlungsstränge. Ebenso wies er auf diverse Parallelen in der Darstellung Charlie Crokers und Donald Trump hin. Sein Fazit: "Auf David E. Kelley kann man sich weiter verlassen: Mit „Ein ganzer Kerl“ gelingt ihm erneut eine sehenswerte Literaturadaption in ansprechendem Setting, mit einer relevanten Story und tollen Schauspielern. Die Serie bietet überdurchschnittlich gute Fernsehunterhaltung für mehrere Stunden."